# Oborishte Ridge
Oborishte Ridge (englisch; bulgarisch рид Оборище rid Oborischte) ist ein felsiger, 1,6 km langer und bis zu 340 m hoher Gebirgskamm auf Greenwich Island im Archipel der Südlichen Shetlandinseln. Er ragt am südwestlichen Ende der Breznik Heights am Südostufer des Yankee Harbour auf.
Bulgarische Wissenschaftler kartierten ihn im Zuge der Vermessung der Tangra Mountains auf der benachbarten Livingston-Insel zwischen 2004 und 2005. Die bulgarische Kommission für Antarktische Geographische Namen benannte ihn 2005 nach der Ortschaft Oborischte im Zentrum Bulgariens.